# Kannapolis
Kannapolis – miasto w Stanach Zjednoczonych, w stanie Karolina Północna, w hrabstwie Cabarrus. Według spisu z 2020 roku liczy 53,1 tys. mieszkańców. Jest częścią obszaru metropolitalnego Charlotte.